# Candiyasan
Candiyasan is een bestuurslaag in het regentschap Wonosobo van de provincie Midden-Java, Indonesië. Candiyasan telt 3670 inwoners (volkstelling 2010).